# Dufrénite
La dufrénite (également connue sous le nom de pierre de fer verte, minerai de fer vert, kraurite ou métanochlore) est un minéral rare de la classe des minéraux phosphatés (arséniates, vanadates) de composition chimique Ca0,5Fe2+(Fe3+)5(PO4)4(OH)6·2H2O.
La dufrénite cristallise dans le système cristallin monoclinique et développe généralement des agrégats microcristallins, sphériques, en forme de raisin à réniforme de texture fibreuse radiale et de couleur vert foncé, brun ou noir.

## Étymologie et histoire
La dufrénite a été décrite pour la première fois en 1833 par Alexandre Brongniart, qui a nommé le minéral d’après le géologue et minéralogiste français Armand Dufrénoy. La dufrénoysite lui a également été dédiée.
La localité type est le « Grube Hoff Auf Mich » près d'Ullersreuth/Hirschberg (Saale) en Thuringe.